# Cesare Campart
Cesare Campart (Genova, 26 marzo 1923 – Genova, 24 agosto 2015) è stato un politico italiano, sindaco di Genova dal 1985 al 1990 alla guida di una giunta di pentapartito, unico esponente repubblicano ad aver ricoperto la massima carica del capoluogo ligure.
Venne chiamato dalla stampa dell'epoca "il sindaco farmacista", mestiere che aveva sempre svolto nella farmacia di famiglia nel quartiere di Nervi.

## Biografia
Esponente di un partito che in consiglio comunale rappresentava poco più del 4% degli elettori, divenne sindaco per una serie di circostanze legate alla situazione politica nazionale.
Dopo la giunta di sinistra guidata da Fulvio Cerofolini, le elezioni del 12 maggio 1985 confermarono un buon risultato per le formazioni della sinistra, quindi non ci sarebbero state in realtà motivazioni di carattere elettorale per un cambiamento, ma la politica nazionale dopo le elezioni politiche del 1983 aveva visto il riavvicinamento tra il PSI di Bettino Craxi e la DC di Ciriaco De Mita, con il ritorno a un governo nazionale di centro-sinistra, il cosiddetto pentapartito. Come conseguenza, a livello centrale venne deciso di adeguare a questa formula le giunte comunali delle principali città. Nel programma di assegnazione delle cariche venne deciso di garantire almeno un sindaco a ciascuno dei partiti della coalizione, e la scelta per Genova cadde sul PRI, non senza polemiche tra il PCI e il PSI per la rottura di un'alleanza decennale, venuta meno per decisioni prese a livello nazionale.
Pur trovandosi a ricoprire la carica di sindaco per scelte esterne alle dinamiche politiche locali, Campart ebbe la capacità di perseguire con tenacia i progetti che erano stati avviati dalla precedente amministrazione.
Durante il suo mandato vennero quindi avviati i lavori per la ricostruzione del Teatro Carlo Felice, il rinnovamento dello stadio di Marassi in vista dei mondiali del 1990 e la trasformazione del Porto Antico in vista delle celebrazioni colombiane del 1992.
In particolare per quest'ultimo lavoro si spese molto nelle sedi istituzionali per ottenere i finanziamenti statali necessari a ripristinare quel collegamento tra mare, porto e città che riteneva essenziale per lo sviluppo e la vivibilità della città, come ebbe a ricordare anche il presidente del Consiglio Mario Draghi durante la sua visita a Genova nel 2022.
Dopo le elezioni amministrative del 1990 lunghe trattative tra i partiti portarono alla guida della città il socialdemocratico Romano Merlo e Campart rimase come semplice consigliere comunale fino al 1993, prima di abbandonare definitivamente la scena politica.